# Attagenus fasciatus
Attagenus fasciatus là một loài bọ cánh cứng trong họ Dermestidae. Loài này được Thunberg miêu tả khoa học năm 1795.

## Hình ảnh

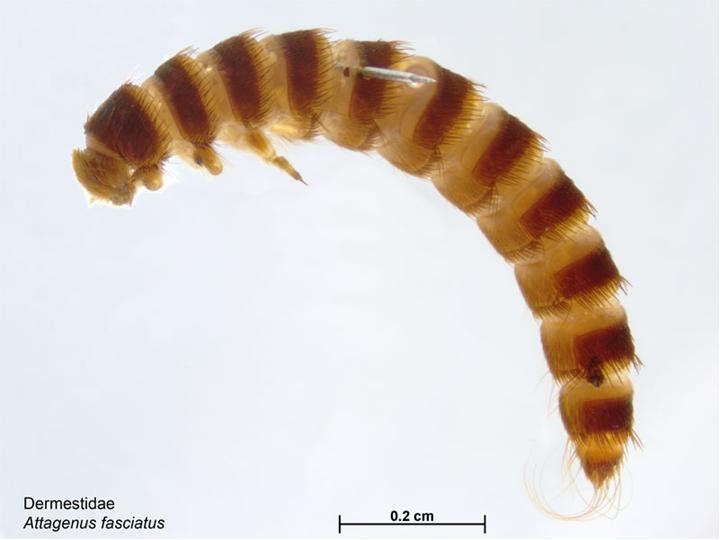